# 臨床検査
臨床検査（りんしょうけんさ）とは、広義には、傷病や健康状態を評価するための医学的検査（英語: medical test）全般をさす場合もあるが、通常は、検体検査と生理検査（生理学的検査）を意味する
。
検体検査とは人体から排出（尿・便など）または採取された物（血液など）の検査である。
生理検査とは、人体について行う検査（生体検査）のうち、通常、呼吸機能検査、循環機能検査、神経生理検査、超音波検査、などをさす。（なお、海外では臨床検査（英語: clinical laboratory tests, lab tests）は検体検査のみを意味することが多い。）

## 位置づけ
症候学では補助診断（ほじょしんだん）と呼ぶこともあり、これは問診と一般診察こそが病態把握に最も重要であるとの考え方に基づくものである。一方、糖尿病の長期コントロールなどのように検査値が最も大きな意味を持っている場合もあり、一概に診察が検査に勝ると言えるわけではない。また、生活習慣病を自覚症状のない間に発見し早期治療を行うためにも重要である。
しかし、患者からすると受けるとなると検査の費用を負担せねばならず、また項目によっては、患者の健康を害する（侵襲がある）場合がある。そのため一旦、冷静に検査の真の必要性、リスク、コストを勘案して、検査の適応、受けるべきか、それとも止めておくべきか、を判断する必要がある。

## 原理
臨床検査で診断を行う場合には、臨床検査によってその患者が実際に傷病である確率を高めたり低めたりする。確率の推定にはベイズ推定を用いる。ベイズ推定における事前確率は、臨床検査の場合は検査前確率と言い、ベイズ推定における事後確率は、臨床検査の場合は検査後確率と言う。また、疑っている傷病である人が検査で陽性と出る確率を感度と言い、疑っている傷病でない人が検査で陰性と出る確率は特異度と言う。受信者操作特性参照。
検査前確率は、臨床検査の場合は有病率として調査しておき、感度や特異度は各検査毎に研究しておくことで、検査後確率を推定できる。
- 例：エイズの疑いでヒト免疫不全ウイルス（HIV）感染症の迅速診断キットを用いて感染の有無を調べる場合。
患者の症状などから予想されるHIV感染症の有病率を検査前確率として、HIV感染症迅速診断キットの感度や特異度を研究しておく。

HIV感染症疑いの人が100人居たとして、その内実際にHIV感染症の人が80人居たとすると、検査前確率は80%となる。ここで、HIV感染症迅速診断キットの感度が90%だとすると、HIV感染症患者80人中で検査が陽性になる人は（80×0.9=）72人であり、HIV感染症患者80人中で検査が陰性になる人は（80×0.1=）8人となる。一方、HIV感染症迅速診断キットの特異度が70%だとすると、HIV感染でない20人中で検査が陰性になる人は（20×0.7=）14人であり、HIV感染でない20人中で検査が陽性になる人は（20×0.3=）6人となる。すると、検査で陽性となるのは（72+6=）78人であり、その内実際にHIV感染症である患者は72人となる。従って、検査後確率は72÷78で92%になる。

## 臨床検査の分類
病気の有無や診断を目的に行われる検査が臨床検査である。問診（医療面接）や視診・聴診・打診・バイタルサイン（体温・脈拍・血圧・呼吸数など）・身長体重測定・腹囲計測なども広い意味では検査ではあるが、一般的には検体検査・生体検査などが臨床検査と理解されている。画像診断の一部も臨床検査に含まれることがある。
健康診断、学校検診、職場検診、医療機関での検査、病気かどうかを調べる検査、病名を決めるための検査、病気の程度を調べる検査、治療方法を決定するための検査、治療効果や再発を調べるための検査などさまざまな検査が含まれる。
なお、医療機関での臨床検査には、臨床検査室で実施するものと、診療現場で実施するもの（POCT）とがある。

### 診療報酬における検査
保険医療機関等では医療費の内容の分かる領収証が発行される。領収証の検査の欄には診療報酬で定義された臨床検査の点数が表示されている。医科診療報酬では検体検査料、生体検査料、診断穿刺・検体採取料、薬剤料、特定保険医療材料料等から算出された点数である。
検体検査には尿・糞便検査、血液学的検査、生化学検査、免疫学的検査、微生物学的検査等が含まれている。
生体検査には呼吸循環機能検査、超音波検査、監視装置による諸検査、脳波検査、神経・筋検査、耳鼻咽喉科学的検査、眼科学的検査、皮膚科学的検査、臨床心理・神経心理検査、負荷試験等、ラジオアイソトープを用いた検査、内視鏡検査等が含まれている。

なお病理学的検査は2008年4月の改定で、検査の項から病理診断の項に移っている。

### 臨床検査技師等に関する法律に記された検査
臨床検査の名を付した国家資格が臨床検査技師である。臨床検査技師等に関する法律で臨床検査技師の資格が定められている。医師又は歯科医師の指示の下に、次の検査を業として行うことができる資格である。
検体検査（微生物学的検査、免疫学的検査、血液学的検査、病理学的検査、生化学的検査、尿・糞便等一般検査、遺伝子関連・染色体検査）、および、厚生労働省令で定める生理学的検査。
なお臨床検査技師の前身は衛生検査技師である。昭和33年に衛生検査技師法が制定された。それまでは医療に関する検査に従事する資格について法制化されていなかった。1948年の疑義照会（昭和23・8・12 医312）に被検査物の検査として、A 血液型の検査、B 血液検査、C 糞便検査（寄生虫のみ）、D 淋菌検査、E 梅毒反応検査の記載がある。当時の検査の種類と現在の臨床検査の種類を比較するとき臨床検査の進化を理解することができる。

### 臨床検査技師等に関する法律第2条の厚生労働省令で定める生理学的検査
生理学的検査は検査機器の発達に伴い、臨床検査技師が行うことができる生理学的検査は増加しており、現在次のものが記載されている（2018年改正）。
心電図検査、心音図検査、脳波検査、筋電図検査、運動誘発電位検査、体性感覚誘発電位検査、基礎代謝検査、呼吸機能検査、脈波検査、熱画像検査、眼振電図検査、重心動揺計検査、持続皮下グルコース検査、超音波検査、磁気共鳴画像検査、眼底写真検査、毛細血管抵抗検査、経皮的血液ガス分圧検査、聴力検査、基準嗅覚検査及び静脈性嗅覚検査、電気味覚検査及びろ紙ディスク法による味覚定量検査、直腸肛門機能検査、が記されている（一部除外あり）。
このうち磁気共鳴画像検査は診療報酬では画像診断の項に分類されている。骨塩定量検査は診療報酬では検査の項に分類されており、超音波検査によるものも含まれるが、x-rayでの撮影像を測定するものが主流である。
臨床検査技師の業務範囲が測定・解析であった時代から、検査専門職として所見記載も行うようになってきた。記載された所見から医師が診断を行い、治療等に結びつけるのである。

### 衛生検査所指導要領に記された検査
臨床検査技師等に関する法律で登録衛生検査所が規定されている。衛生検査所が受託できる、すなわち医療機関から見ると外注できる検査が定義されている。なお衛生検査所は検体検査、すなわち、人体から排出され、または採取された検体についての検査を業として行う場所である。なお、食品衛生検査や環境衛生検査のみを業とするものは衛生検査所には該当しない。

## 臨床検査の質と精度管理
臨床検査に求められるのは正しい検査結果が迅速に提供されて医師による診断と治療に役立ち患者の健康の回復や増進に寄与することである。
ここで「正しい」とは、検査結果の再現性（何回も測定しても値のばらつきが十分小さい範囲にとどまっていることを意味し、精度ともいう）と、正確度（誤差が少ない、すなわち「真値」に十分近い）が、適切な範囲内に維持されていることを意味する。
臨床検査の精度管理とは、検査結果のばらつきや誤差を正しい診療を行うのに必要な範囲内に維持するように処置することである。
精度管理は臨床検査の質の保証の要であり、検査室内を対象とする内部精度管理と、複数の施設（施設間の差）を対象とする外部精度管理がある。
なお、精度管理は、検体検査に限定されるものではなく、また、数値で報告される検査に限定されるものでもない。
形態検査（血液細胞像など）、微生物検査、病理検査、生理検査（波形、画像）などにおいても、画像や波形の記録など様々な手段を用いた精度管理が行われている。
臨床検査の質は検査前（検査の依頼、検体採取・輸送・保存、など）、検査、検査後（検査結果の報告・解釈・利用、など）の全体で決まると考えられる。
検査前：患者の問診や診察を通して医師が目的に応じた検査を選択する。医学的な必要性はもちろん、保険診療との整合性、検査の経済性、侵襲性（患者への身体的負担）、利便性（すぐに結果が出るか、外部委託で何日もかかるか）、などを考慮することになる。また、検体の採取が適切に行われたか、輸送・保存が適切に行われたか、なども重要である。
検査：前述のように、検査結果がばらつきなく（再現性）、正確（誤差が少ない、所見を正しく反映している）であるように精度管理される必要がある。検査機器・検査試薬・測定手順・情報システムのみならず、形態検査（顕微鏡での検査や超音波画像など）の検査技能・手技も重要である。
検査後：検査結果は適切に報告される必要がある。たとえば、緊急に対処を検討する必要がある結果値（パニック値）は迅速確実に医師に報告される必要がある。検査結果を解釈して患者の診療に反映するのは医師の業務であるが、適切に判断するための基準値や解釈の支援も重要である。（検査結果、特に外来の迅速検体検査結果を患者に検査報告書などの文書で交付することも広く行われており、患者への配慮も必要である。）
さらに、他の医療施設に紹介、または連携する際は、施設間の検査値の互換性も重要となる。
検査工程のうち、測定そのものは臨床検査技師等が行うことが多いのであるが、測定前と測定後は医師・看護師等の他の職種が重要な役割を担っている。

### 内部精度管理
内部精度管理とは、施設内での検査結果の再現性・正確性を維持する管理である。
検査結果はその時点で正確（ばらつきがない）であるのみならず、同一患者の過去の検査結果と比較可能でないと、正しいとはいえない。
リアルタイムの精度管理としては、基準値を一定以上はずれるか当該患者の過去の結果と大きくかけ離れた結果が得られたときに再測定（再検）、必要に応じ、管理試料の測定をするなどの個別データの管理がある。
しかし、それだけでは、経時的に少しずつ測定値がシフトしたりばらつきが増加するのを検出できないので、管理試料を定期的に測定して平均値やばらつきが許容範囲内におさまるように管理するXbar-R管理図などの手法が用いられる。

### 外部精度管理
外部精度管理とは施設間での検査結果の正しさ（互換性）を維持する管理である。
臨床検査の黎明期に初めて複数施設の結果の比較調査が行われたときには著しい施設間差が判明し問題となったが、
その後の産業界の管理手法の導入や外部精度管理の積み重ねにより、近年は施設間の差は収束してきている。
日本では、調査用の試料（ないし画像や波形）を参加施設に配布する外部精度管理調査が、医師会・日本臨床衛生検査技師会などにより実施されている。
また、国際的には、米国病理学会（College of American Pathologists、CAP）の主催する外部精度管理調査であるCAPサーベイがよく知られている。

### 精度保証
近年は、測定とその前後にとどまらず、検査室への検査の導入（検査法・機器・試薬の性能などが自施設の需要に適合しているか）、医師による適切な検査の選択、医師による結果解釈・利用の支援、施設間での検査の標準化や基準値の共有、なども含めた総合的な検査の質の管理として「精度保証」の概念が発展してきている。
また、臨床検査室の精度保証の第三者認定も普及してきており、厚生労働省も第三者認定の取得に必要な体制整備に努めることが望ましいとしている。例としては、日本適合性認定協会（JAB）によるISO 15189に基づくものなどがあげられる。
なお、臨床検査科は標榜診療科となっており、日本専門医機構の認定する臨床検査専門医がある。 臨床検査医の業務の一つに臨床検査の精度保証のマネージメントがある。

### 検体検査精度管理
日本の法令では、衛生検査所や医療機関の検体検査の精度管理についての規定があり、検体検査の精度の確保に関わる責任者の配置、および、精度の確保に関わる各種の標準作業書や日誌の作成が義務づけられている。また、内部精度管理の実施、外部精度管理調査の受検、および、適切な研修の実施が、衛生検査所では義務、医療機関では努力義務となっている。

## 検体検査の分類
様々な分類があるが、ここでは、関連法令・省令の分類に準じて記載する。
| 一次分類               | 二次分類                                                             |
| ---------------------- | -------------------------------------------------------------------- |
| 微生物学的検査         | 細菌培養同定検査、薬剤感受性検査                                     |
| 免疫学的検査           | 免疫血液学検査、免疫血清学検査                                       |
| 血液学的検査           | 血球算定・血液細胞形態検査、血栓・止血関連検査、細胞性免疫検査       |
| 病理学的検査           | 病理組織検査、免疫組織化学検査、細胞検査、分子病理学的検査           |
| 生化学的検査           | 生化学検査、免疫化学検査、血中薬物濃度検査                           |
| 尿・糞便等一般検査     | 尿・糞便等検査、寄生虫検査                                           |
| 遺伝子関連・染色体検査 | 病原体核酸検査、体細胞遺伝子検査、生殖細胞系列遺伝子検査、染色体検査 |

### 微生物学的検査
微生物学的検査（微生物検査）とは、検体中の病原微生物（細菌、真菌、ウイルス、原虫、など）に関する検査である。

#### 細菌培養同定検査
細菌を含む微生物を同定する検査であり、
顕微鏡検査（塗抹検査）、培養検査、同定検査、微生物や微生物が産生する毒素の抗原検査、などが含まれる。なお、病原体（微生物）核酸検査は遺伝子検査に分類されているが、実態はここに含まれる。また、関連するものとして、寄生虫検査がある。

#### 薬剤感受性検査
微生物に対する抗微生物薬（抗菌薬、抗真菌薬）の有効性を調べる検査である。通常は細菌、真菌などの微生物を培養して検査するが、近年は病原体（微生物）核酸検査に薬剤耐性遺伝子の検査が含まれることがある。

### 免疫学的検査

#### 免疫血液学検査
主に輸血に関連する検査であり、ABO血液型検査、RhD血液型検査、直接・間接クームス試験、不規則抗体検査、交差適合試験、などを含む。

#### 免疫血清学検査
炎症や免疫に関連する蛋白の検査（免疫グロブリン、補体、サイトカインなど）、細胞性免疫関連検査、アレルギー関連検査（ アレルゲン特異IgEなど）、自己抗体検査（抗核抗体など）、感染症免疫学的検査、などが含まれる。感染症免疫学的検査には、病原体の現在または過去の感染の有無を人体の病原体に対する免疫反応により推定する検査（HCV抗体、HIV抗体、など）、および、病原体を免疫学的な手法で検出する検査（HBs抗原など）が含まれる。

### 血液学的検査
血液細胞や凝固・止血機能の検査である。

#### 血球算定・血液細胞形態検査
自動血球計数器を用いる全血球計算（血算、CBC（Complete blood count））、白血球分画などの検査、および、顕微鏡を用いる形態学的検査（末梢血塗抹検査、骨髄像など）がある。その他、赤血球沈降速度(ESR)も含まれる。

#### 血栓・止血関連検査
代表的なものとしては、PT、APTT、フィブリノーゲン、FDP、D-ダイマーなどの凝固機能検査がある。
なお、出血時間と毛細血管抵抗検査は検体検査ではないが止血関連検査とみなされることが多い。

#### 細胞性免疫検査
細胞性免疫にかかわるリンパ球などの血液細胞の検査であり、
フローサイトメーターによる細胞表面マーカーなどの検索、リンパ球刺激試験（リンパ球幼若化試験）、などがある。

### 病理学的検査
病理標本作成に関連するものと細胞に関わる検査（細胞診）が含まれる。（なお、病理診断・細胞診断は医師が行う。）

#### 病理組織検査
組織をパラフィンに包埋しミクロトームで薄切して染色する形態学的検査が主である。

#### 免疫組織化学検査
病理組織検査に、さらに免疫学的な抗原抗体反応を応用して、酵素や蛍光物質で標識した抗体を使用して高分子物質の分布を可視化するものである。

#### 細胞検査
喀痰、子宮頚部などから得た細胞診検体の標本を作成し、顕微鏡で観察する検査である。

#### 分子病理学的検査
通常の病理検査と分子生物学的手法を統合した検査であり、遺伝子の異常（変異、増幅、再構成）や蛋白の過剰発現などの検索が含まれる。診断のみならず、治療法の選択にも有用である。

### 生化学的検査

#### 生化学検査・免疫化学検査
生化学的検査とは血液などの化学的成分の検査であるが、そのうち、測定に抗原抗体反応を使うものを免疫化学検査とよぶのが通常である。
酵素活性の測定や比較的低分子量の物質（電解質、尿素窒素など）以外は免疫学的な測定法を用いる場合が多くなってきている。
極めて多数の検査項目があるが、下表に代表的なもののみ示す。
| 無機質       | ナトリウム（Na）、カリウム（K）、クロール（塩素）（Cl）、 カルシウム（Ca）、マグネシウム（Mg）、リン（無機リン）（P、IP）、重炭酸、浸透圧、必須微量元素（銅、亜鉛、など）、などがある。 |
| 糖質         | 主に糖尿病関連の検査であり、血糖、HbA1c、グリコアルブミン、1,5-AG、乳酸・ピルビン酸、などが含まれる。関連するものとして、経口ブドウ糖負荷試験（機能検査）と持続グルコースモニタリング（生理検査）がある。 |
| 脂質         | 主に動脈硬化関連の検査であり、中性脂肪（TG）、総コレステロール(TC)、HDLコレステロール(HDL-C)、LDLコレステロール(LDL-C)、リポ蛋白・アポリポ蛋白などが含まれる。 |
| 蛋白質       | 血清総蛋白（TP）、アルブミン（Alb）、CRPおよび他の急性期蛋白（α1-アンチトリプシン、ハプトグロビン、セルロプラスミン、SAA）、免疫グロブリン（IgG、IgM、IgA、IgE ）、ラピッドターンオーバープロテイン(rapid turnover protein)に属するレチノール結合蛋白(RBP)・トランスサイレチン(プレアルブミン)・トランスフェリン、フェリチン 、血清蛋白分画・A/G比、などが含まれる。 |
| 非蛋白性窒素 | 尿素窒素（BUN, UN）、クレアチニン（Cr）、尿酸（UA）、アンモニア |
| 生体色素     | ビリルビン、ポルフィリン |
| 酵素         | アスパラギン酸アミノ基転移酵素（AST/GOT）、アラニンアミノ基転移酵素（ALT/GPT）、乳酸脱水素酵素（LD/LDH）、コリンエステラーゼ（ChE）、 γ-グルタミルトランスフェラーゼ（γ-GT/γ-GTP）、アルカリホスファターゼ（ALP）、クレアチンキナーゼ（CK/CPK）、アミラーゼ（AMY）、リパーゼ（LIP） |
| ホルモン     | - 視床下部・下垂体：TSH、TRH、副腎皮質刺激ホルモン（ACTH）、性腺刺激ホルモン放出ホルモン、性腺刺激ホルモン 、バソプレッシン（ADH） - 甲状腺：甲状腺ホルモン（サイロキシン（T4）、トリヨードサイロニン（T3）） - 副腎：副腎皮質ホルモン（コルチゾール、アルドステロン）、副腎髄質ホルモン（アドレナリン、ノルアドレナリン） - 副甲状腺： パラトルモン（PTH） - 膵臓： インスリン、C-ペプチド - 性腺：エストロゲン（エストロン (E1)、エストラジオール (E2)、エストリオール (E3)）、テストステロン - 胎盤：ヒト絨毛性ゴナドトロピン(hCG) - 消化管：ガストリン |
| ビタミン     | ビタミンB12、葉酸、ビタミンD、などがある。 |
| 疾患マーカー | - 肺疾患：KL-6、アンギオテンシン変換酵素(ACE)、肺サーファクタントタンパク質-A（SP-A）、肺サーファクタントタンパク質-D（SP-D） - 感染症：β-グルカン、エンドトキシン、プロカルシトニン、プレセプシン - 心疾患：脳性ナトリウム利尿ペプチド（BNP）、NT-proBNP、HANP、トロポニン、心臓型脂肪酸結合蛋白（H-FABP） - 腎疾患：シスタチンC、α1-ミクログロブリン、β2-ミクログロブリン、肝臓型脂肪酸結合蛋白（L-FABP）、N-アセチルグルコサミニダーゼ（NAG） - 腸疾患：カルプロテクチン - 骨代謝マーカー - 骨形成マーカー：骨型アルカリホスファターゼ（BAP）、Ⅰ型プロコラーゲン-N-プロペプチド （P1NP）、オステオカルシン(OC) - 骨吸収マーカー：Ⅰ型コラーゲン架橋N-テロペプチド(NTX)、デオキシピリジノリン(DPD)、酒石酸抵抗性酸ホスファターゼ5b型(TRACP-5b) - 腫瘍マーカー：AFP、CEA、CA19-9、CA125、PSA、CA15-3、PIVKA-II、SCC、NSE、hCG、CYFRA、ProGRP、シアリルLex-i抗原(SLX)、抗p53抗体、可溶性インターロイキン-2受容体 - その他：アデノシンデアミナーゼ(ADA) |
| 機能検査     | 検体検査を含む機能検査は、検体検査として扱うことが多い。例をあげる： - 肝機能：インドシアニングリーン試験（ICG） - 腎機能：クレアチニンクリアランス、推定糸球体濾過量(eGFR) - 内分泌機能：下垂体（前葉・後葉）機能検査、甲状腺機能検査、副甲状腺機能検査、副腎皮質機能検査、副腎髄質機能検査、性腺機能検査 |

#### 血中薬物濃度検査
治療薬物モニタリング（TDM）のための、血中の薬物やその代謝産物の検査である。
抗てんかん薬（フェニトイン、バルプロ酸ナトリウム、カルバマゼピンなど）、抗菌剤（バンコマイシンなど）、免疫抑制剤（シクロスポリン、タクロリムス、など）、など、治療域と中毒域が近い薬剤を使用するときに用いられる。

### 尿・糞便等一般検査
一般検査とは、血液以外の排泄物、体液、分泌液などを検体とする検査を意味する（特殊検査に対する一般的な検査という意味ではない）。

#### 尿・糞便等検査
尿検査（尿中一般物質定性半定量検査、尿沈渣など）、便検査（便潜血など）、穿刺液検査（脳脊髄液、胸水、腹水、など）、気管支肺胞洗浄液検査、精液検査、結石検査、などが含まれる。
なお、尿化学検査、穿刺液化学検査など、化学成分の定量検査は、実態としては、生化学検査である。

#### 寄生虫検査
寄生虫検査は、検査材料が血液以外の検体であることも多いのでここに分類されているが、病原体の同定検査である。

### 遺伝子関連・染色体検査

#### 病原体核酸検査
病原体の遺伝子を検出して同定や定量をする検査である。実態としては微生物学的検査に属する。

#### 体細胞遺伝子検査
主に悪性腫瘍（特に白血病・悪性リンパ腫など血液がん）の遺伝子異常を検出する検査である。

#### 生殖細胞系列遺伝子検査
主に、遺伝疾患の診断に用いられるほか、薬物関連遺伝子検査は、薬物代謝に関わる遺伝子多型を調べて薬剤の投与量を調節するのに用いられる。

#### 染色体検査
細胞を培養して染色体の形態的解析をする検査である。
遺伝子検査と同様に、体細胞系（悪性腫瘍、特に白血病・悪性リンパ腫など血液がん）の検査と生殖細胞系（染色体異常関連）の検査に大別される。

## 生理検査の分類
生理検査（生理学的検査、生理機能検査）に含まれる検査は広い診療領域にまたがるが、複数の診療科から利用され、病院の臨床検査部門
でよく実施しているものとして、呼吸機能検査、循環機能検査、超音波検査、神経生理検査があげられる。

### 呼吸機能検査
換気機能検査（スパイロメトリーなど）、肺胞機能検査、呼気ガス分析、呼吸系運動負荷検査、睡眠呼吸検査、などがある。

### 循環機能検査
心機能検査（心電図、運動負荷心電図、ホルター心電図など）、血管検査（脈波伝播速度(PWV)／足関節上腕血圧比(ABI)）などがある。

### 神経生理検査
脳波系（脳波、 聴覚脳幹誘発電位（BAEP）／聴性脳幹反応(ABR)、視覚誘発電位(VEP)）と筋電図系（筋電図、神経伝導速度検査、など）がある。

### 超音波検査
超音波検査には、心臓超音波検査、腹部超音波検査、血管超音波検査（頸動脈、腹部や四肢の動脈・静脈、など）、体表超音波検査（頚部、乳腺、運動器、その他）、などが含まれる。

### その他の生理検査
省令に記載されている上記以外の検査として、
画像診断系（磁気共鳴画像検査（MRI）、熱画像検査（サーモグラフィ））、眼科系（眼底写真）、耳鼻科系（平衡機能検査、聴力検査、味覚検査、嗅覚検査）、消化器系（直腸肛門機能検査）、などがある。

## 通常、臨床検査に含まれない医学検査の例

### 基本身体検査
基本身体検査（きほんしんたいけんさ、Basic Physical Examination）は、医師の五感を通して行われる聴打診などの事。
1. 視診
2. 聴診
3. 触診
4. 打診

### 機能検査
- 子宮
  - 子宮頚部：ビショップスコア

### 画像診断
- X線単純撮影
- CT
- 核医学検査

PET - SPECT - レノグラム - 肺換気血流シンチグラフィー - 131I-MIBGシンチグラフィ - 201Tl心筋シンチグラフィ
- 透視 - リアルタイムでX線画像を表示することにより臓器を観察する

消化管造影 - アンギオグラフィー - ミエログラフィー - 心臓カテーテル検査
- 骨塩定量検査

### 内視鏡
- 上部消化管内視鏡 - ダブルバルーン内視鏡 - 大腸内視鏡
- 喉頭鏡検査（耳鼻科） - 気管支鏡
- 膀胱鏡 - 子宮鏡

### 感覚器検査
- 目

視力検査 - ゴールドマン視野計 - アノマロスコープ
- 耳

語音弁別能検査 - カロリックテスト

### 運動機能検査
- 可動域：関節可動域、徒手筋力検査
- 上肢：ジャクソン徴候、スパーリング徴候、イートンテスト、モーレイテスト、エデンテスト、ライトテスト、アレン徴候、ダウバーン徴候、疼痛アーク徴候（ペインフルアーク徴候）、肩押し下げテスト、頚椎叩打テスト、アドソン徴候、ヤーガソン徴候、上腕二頭筋長頭腱伸展テスト、フィンケルスタインテスト
- 下肢：ラセーグ徴候（下肢伸展挙上検査）、上殿神経域圧迫テスト、パトリックテスト、トーマス股屈曲テスト、トレンデレンブルグ徴候、マックマレーテスト、アプレイテスト、アプレイ牽引テスト、前方引き出しテスト、ラックマンテスト、後方押し込みテスト、ガワース・ブラガード徴候、ボンネット徴候、ニュートン徴候、ケンプ徴候

### 心理検査
- 性格検査
- 知能検査
- 発達検査

## 衛生検査所
衛生検査所は臨床検査技師等に関する法律などによって規定された施設であり、臨床検査のうち、検体検査を業務とする。登録衛生検査所、検査センターとも呼ばれている。
日本には数百の衛生検査所が存在するといわれており、大手としては、エスアールエル（H.U.グループホールディングス傘下）、ビー・エム・エル、LSIメディエンス（PHCホールディングス傘下）などがあげられる。

## 臨床検査に対する不安
臨床検査に対する不安は社会的によくある現象であるため、臨床検査に対する不安の研究も大きな価値があるとして研究されている。たとえ病気が見つかっても、早期発見により治療の成功率が上がることを考える。友人や家族と一緒に受診すると、検査への不安が軽減されることがある。サポートがあれば、心強く、落ち着くことができる。深呼吸やリラックス法を試してみると、検査に対する不安が和らぐことがある。楽しいことを思い浮かべるのも効果的である。検査に対する不安を軽減するためには、自分をリラックスさせる効果的な方法を見つけることが大切である。これは、自分自身の健康にもつながる。ポモドーロ・テクニックは、臨床検査を先延ばしにしてしまう場合に役立つ。